# Chengjiang
El condado de Chengjiang (léase Cheng-Chiáng, chino: oficialmente 澂江县; a menudo escrito como 澄江县; pinyin: Chéngjiāng Xiàn; anteriormente, Tchinkiang) se encuentra en Yuxi, provincia de Yunán, China, justo al norte del lago Fuxian.
Dentro de la biología de la evolución, y especialmente la paleontología, el condado de Chengjiang es conocido por los fósiles de tejidos blandos, de los Esquistos de Maotianshan, datados entre hace 525 y 520 millones de años, durante la explosión cámbrica, que "son tan espectaculares como la fauna de Burgess Shale, y significativamente más viejos". Estos fósiles se consideran de los más importantes hallados en el siglo XX. No solo contienen un exquisite grado de detalle, sino que también abarcan una fauna bastante diversa, y son muy significativos a la hora de intentar comprender la evolución de la vida en la Tierra.
Los fósiles fueron descubiertos por Henri Mansuy y Jaques Deprat quienes los describieron en el año 1912, el año posterior a las primeras publicaciones de Charles Walcott sobre Burgess Shale. No fue hasta 1984 cuando se puso en evidencia el verdadero significado de la paleontología de la región, por la obra de Hou Xian-guang, un profesor de la universidad de Yunán, Kunming, donde es el director del centro de investigación de la biota de Chengjiang. Previamente fue profesor en el Instituto Paleontológico, Academia de Ciencias de China, Nankín.
Chengjiang es un condado poco desarrollado, que tiene ricos depósitos de fosfatos por encima y por debajo de la formación que sostiene el lagerstätte. Han sido explotados en parte a través de los esfuerzos que empezaron aproximadamente al mismo tiempo que Hou Xian-guang descubrió los depósitos que tienen estos fósiles excepcionales, con la minería de fosfatos representando 2/3 de los ingresos del condado en 2003. Se han hecho esfuerzos por cerrar la región a la minería en un intento de reforzar la consideración del condado como lugar Patrimonio de la Humanidad, dada la importancia científica de los fósiles. Como consecuencia de esto se renovaron los esfuerzos mineros en la región, que amenazaron a los estratos en los que se encuentran los fósiles debido a la erosión, o la amenaza de desplomarse por sobrecarga, o simple destrucción por la actividad minera. El condado de Chengjiang se enfrenta al dilema entre la conservación del tesoro de fósiles del primer Cámbrico del que son guardianes y el desarrollo económico mediante la industria de fosfatos, y la dificultad de encontrar el equilibrio entre la explotación y la restauración de la tierra mientras que esto aún sea posible.

## Galería de fósiles

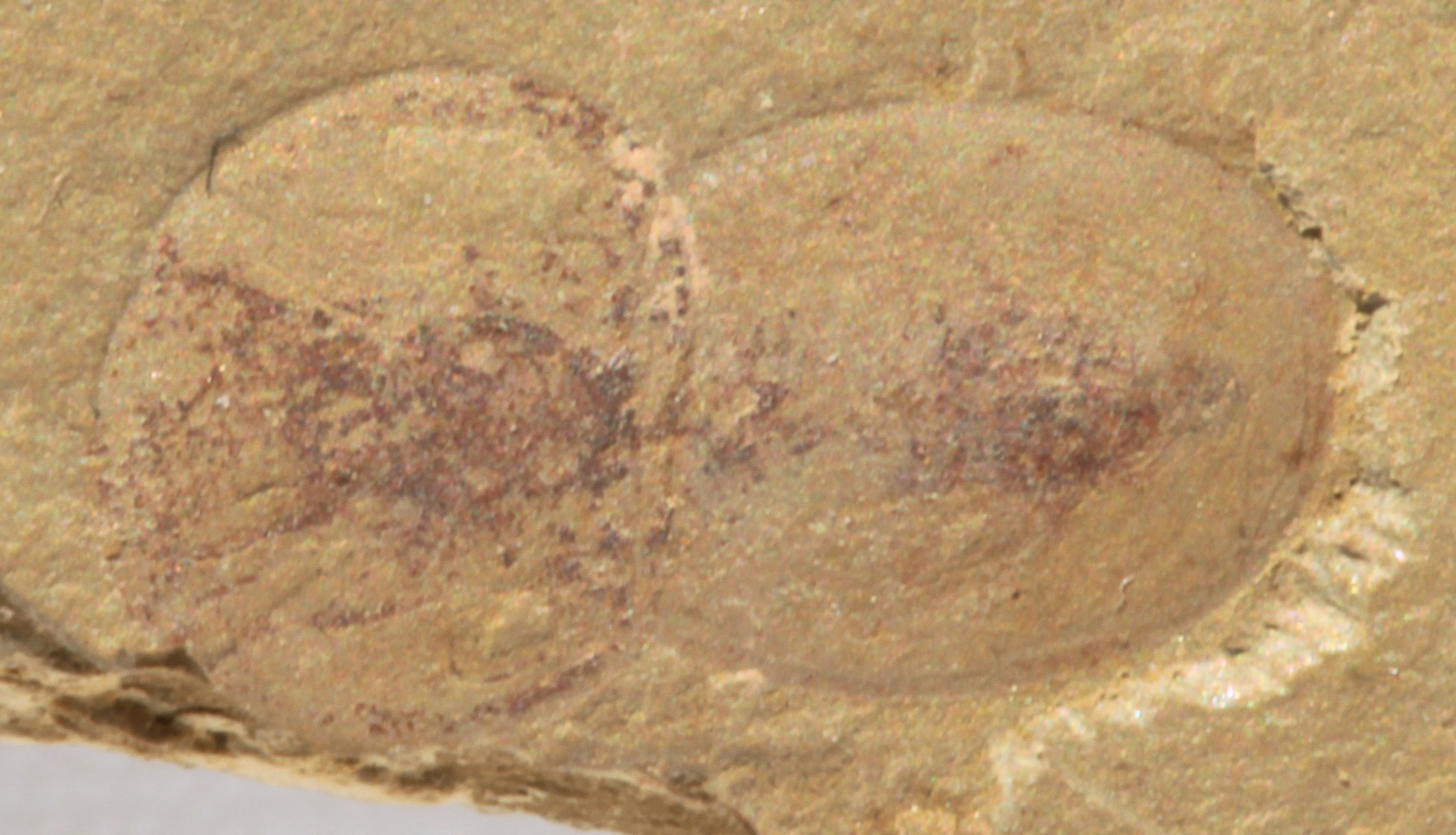
Misszhouia longicaudata
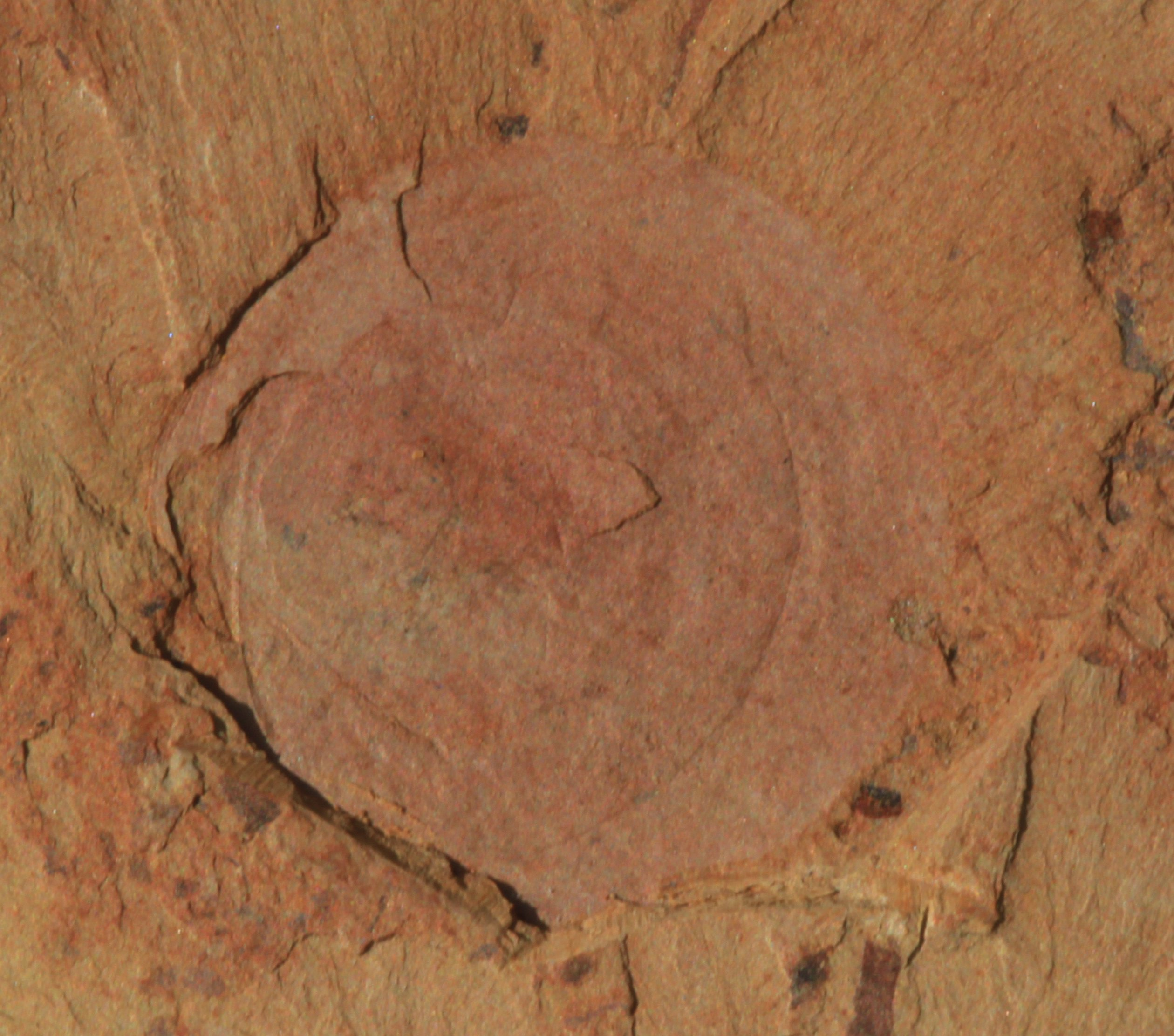
Heliomedusa orienta
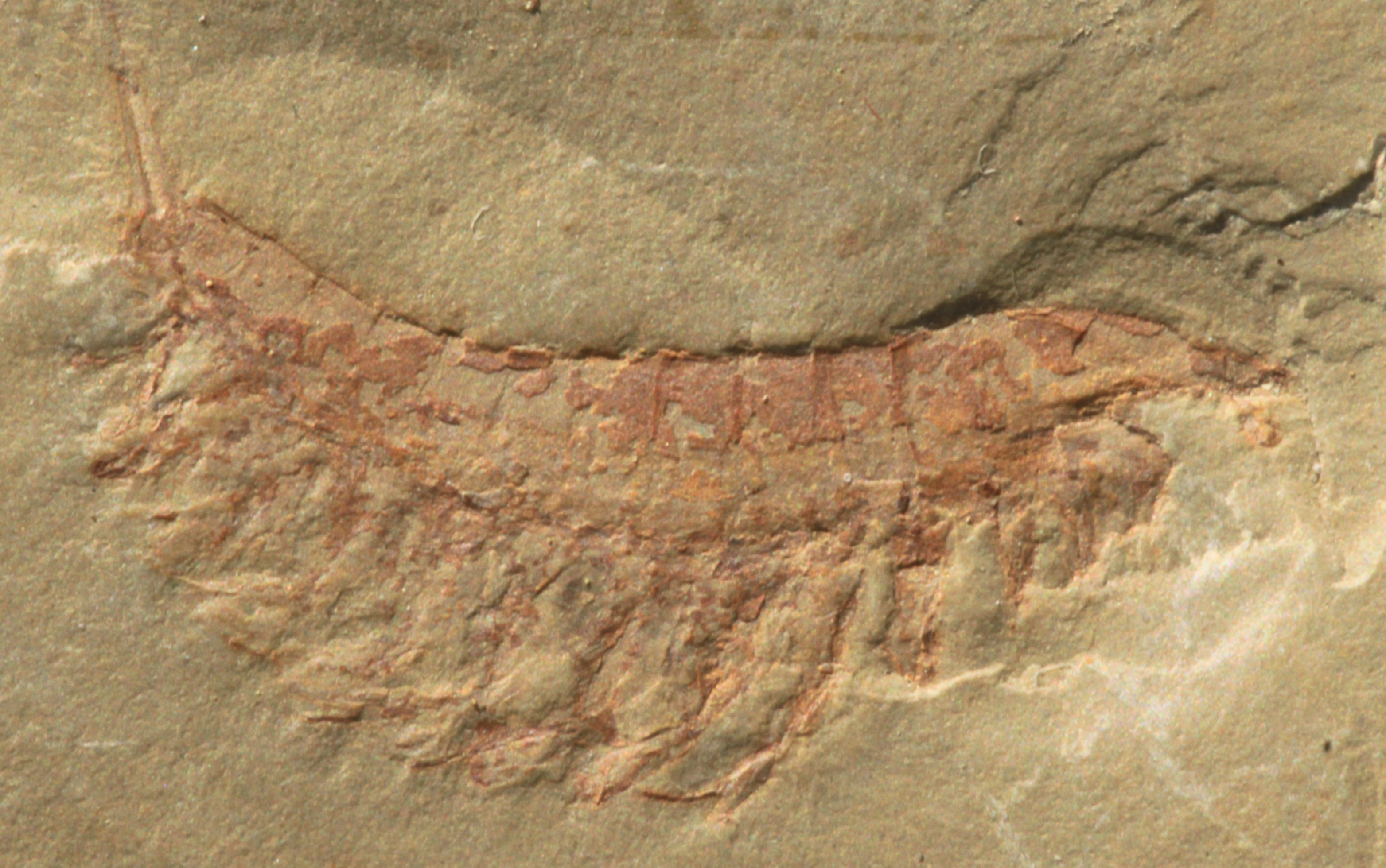
Leanchoilia illecebrosa
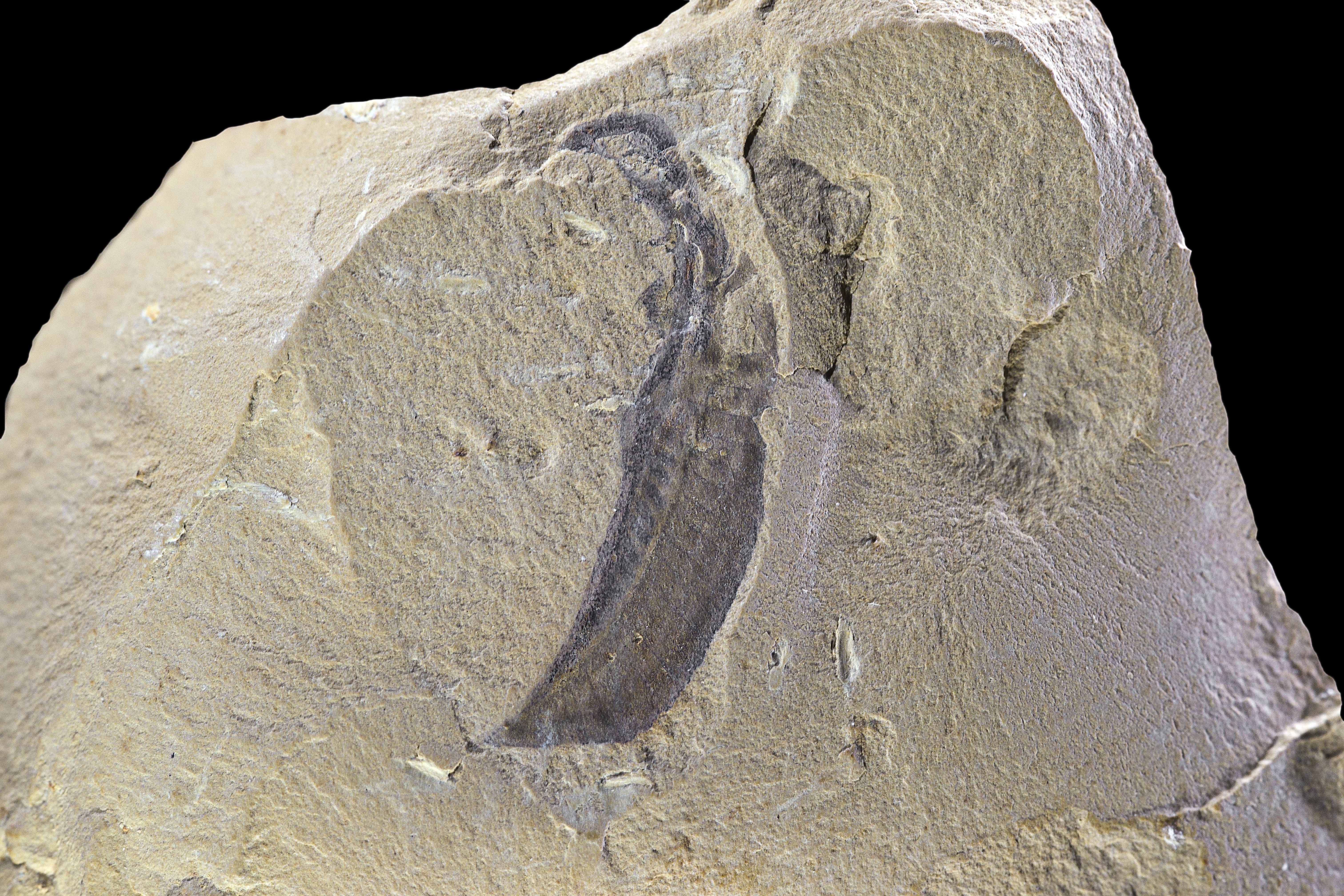
Haikouella lanceolata